# Interakcja zogniskowana
Interakcja zogniskowana – interakcja społeczna, której uczestnicy zakładają, że dzięki niej będą mogli zrealizować własne cele. Pojęcie to wprowadzone zostało przez Ervinga Goffmana.
Interakcje tego typu zorientowane są na danym typie problemów, w których strony interakcji występują w jasno określonych rolach społecznych. Zachodzą między osobami znającymi się wcześniej lub osobami oczekującymi dłuższej znajomości w wyniku realizacji wspólnych celów. Przykładami mogą być: interakcja lekarza z pacjentem, odbywająca się tylko wokół jednego zagadnienia (choroby z jaką przybył pacjent w celu wyleczenia) lub interakcja adwokata z jego klientem.